# Jacques Coste
Jacques Coste, né le 15 aout 1798 à Béziers et mort le 14 février 1877 à Arzew en Algérie, est un patron de presse français.

## Biographie
Fondateur du Temps, Jacques Coste a été l’un des quarante signataires contre les ordonnances de juillet 1830 suspendant la liberté de la presse, et qui ont mené à la révolution de Juillet.
Il a coopéré à la création de plusieurs autres feuilles et revues périodiques. Il s’est surtout fait remarquer par ses Tablettes historiques, et les curieuses révélations qu’elles contenaient sur les faits contemporains.
Il a été élevé au rang de chevalier de la Légion d’honneur, le 14 avril 1844.

## Publications
- Encyclopédie progressive… Quelques articles du futur Dictionnaire-Coste, formant essai de grammaire générale analytique, par le fils Adolphe, sous la direction du père Jacques…, 1857.
- Considérations sur la commandite par crédit, ou de l’Escompte considéré sous son véritable point de vue économique, pour servir d’exposé des motifs à l’établissement du Comptoir commercial, 1841.
- Statistique agricole, industrielle et commerciale du département de la Haute-Marne, extrait du journal Le Temps, nos des 16, 25 et 31 mai 1834, 1834.
- Tablettes universelles : ou Répertoire des événemens, des nouvelles, et de tout ce qui concerne l’histoire, les sciences, la littérature et les arts, (avec une bibliographie générale), Paris, 1820-1824 (lire en ligne).